# Flabellum magnificum
Espèce
Statut CITES
Flabellum magnificum est une espèce de coraux appartenant à la famille des Flabellidae.